# 気ンなるあいつ
『気ンなるあいつ』（きンなるあいつ）は、1964年1月6日から同年4月6日までフジテレビ系列局で放送されていたフジテレビ製作のテレビドラマ。3人の男性と3人の女性が織りなす愛と友情の物語である。厚木ナイロン（現・アツギ）の一社提供。放送時間は毎週月曜 21時00分 - 21時30分（日本標準時）。

## キャスト
- 早川保
- 山本豊三
- 山本学
- 香山美子
- 宮川和子
- 五月女マリ

## スタッフ
- 脚本：田代淳二
- 演出：栗林克、白鳥隆一

## 主題歌
「気ンなるあいつ」
作詞：前田武彦 / 作曲：三保敬太郎 / 歌：弘田三枝子
東芝音楽工業（現・EMIミュージック・ジャパン）から発売されたシングル「若い街角」（品番：TR-1071）のB面に収録。